# (20291) Raumurthy
(20291) Raumurthy (1998 FF67) – planetoida z pasa głównego asteroid okrążająca Słońce w ciągu 3,72 lat w średniej odległości 2,4 j.a. Odkryta 20 marca 1998 roku.